# Fox Engine
Fox Engine je proprietární herní engine od společnosti Konami. Vývoj enginu začal ve spolupráci s Hideem Kodžimou po dokončení Metal Gear Solid 4 z roku 2008 s cílem vytvořit „nejlepší engine na světě“. Prvním komerčně vydaným titulem, který používal Fox Engine, byl Pro Evolution Soccer 2014.
Engine byl navržen tak, aby umožňoval studiu Kojima Productions vyvíjet multiplatformní hry s výrazně zkrácenou dobou vývoje a byl popsán jako první krok pro vývojáře k odklonu od vývoje pro pouze jednu platformu. Engine je pojmenován po FOX, fiktivní vojenské jednotce ze série Metal Gear, a zároveň odráží samotné studio Kojima Productions, jehož původní logo bylo založeno na znaku jednotky FOX.
Po sedmi letech používání enginu v sérii Pro Evolution Soccer ho společnost Konami přestala používat a přešla na Unreal Engine. Důvodem bylo zaměření vývojového úsilí PES Productions na konzole PlayStation 5 a Xbox Series X.

## Vývoj
Ukázka enginu byla představena na konferenci společnosti Konami na veletrhu E3 2011. Demo, které se odehrávalo v prostředí džungle, předvedlo vizuální schopnosti enginu. Zobrazovalo pobíhajícího mladého muže, koně a psa. Technické demo nepředstavovalo hru, která má by měla být vydána. Spíše ukázalo testovací oblast pro vývoj enginu. Studio Kojima Productions plánovalo použít Fox Engine pro všechny budoucí tituly, zejména Metal Gear Solid V: The Phantom Pain, který Hideo Kodžima odhalil na speciální akci k 25. výročí série v Tokiu.
Dne 17. srpna 2011 zveřejnil Kodžima na Twitteru sérii snímků z testů vykreslování obličejů vytvořených ve Fox Engine. Kromě toho byl během přednášky Hidea Kodžimy na Univerzitě Jižní Kalifornie studentům ukázán snímek, který demonstroval možnosti Fox Engine se scénou zobrazující džungli ve stylu Metal Gear Solid 4. Později, 16. prosince, Kodžima zveřejnil na Twitteru další snímky, včetně jednoho, který ukazoval průhlednost látek.
Dne 2. března 2012 bylo na webu Development Without Borders, který vlastnila společnost Konami, zveřejněno „utajované“ CD s označením „Fox Engine Lighting Sample“, které obsahovalo dva obrázky sborovny Kojima Productions a položena otázka, který z obrázků je skutečný a který je simulací vytvořenou pomocí Fox Engine. Kliknutím na obrázky se odhalilo, který obrázek je který a bylo vysvětleno více o tom, jak engine sborovnu simuloval. Druhý slide také zobrazoval levitující koule různých barev a koně ve sborovně.
Na akci „Zone of the Enders HD ReBOOT Preview“ konané 25. května 2012 Kodžima potvrdil, že práce na dalším dílu série Zone of the Enders začala pod krycím názvem Enders Project. Hra měla být vyvíjena s využitím Fox Engine, nicméně projekt byl od té doby pozastaven na dobu neurčitou kvůli nevýrazným prodejům Zone of the Enders: HD Collection.
Dne 8. června 2012 v rozhovoru pro CVG Kodžima potvrdil, že Fox Engine „běží na PlayStation 3, Xbox 360 a současných počítačích“.
Dne 14. března 2013 se Joakim Mogren, šéf studia Moby Dick Studio, objevil v pořadu GameTrailers TV, aby na iPadu ukázal několik screenshotů ze své nedávno oznámené hry The Phantom Pain. Některé snímky obsahovaly v pravém dolním rohu logo Fox Engine, na které Geoff Keighley ukázal a zeptal se Mogrena, co tam dělá. Mogren se po dotazu zdál být nervózní a rozhovor náhle skončil.
Dne 27. března 2013 se ukázalo, že The Phantom Pain je ve skutečnosti Metal Gear Solid V a že Moby Dick Studio, stejně jako jeho šéf Joakim Mogren, jsou fiktivní. Kodžima vysvětlil, že The Phantom Pain byl prezentován jako projekt nesouvisející se sérií Metal Gear, aby lépe sledoval reakci veřejnosti na schopnosti Fox Engine.

## Hry používající Fox Engine
| Rok  | Titul                                | Platforma(y)                                                        |
| ---- | ------------------------------------ | ------------------------------------------------------------------- |
| 2013 | Pro Evolution Soccer 2014            | Microsoft Windows, PlayStation 3, Xbox 360                          |
| 2014 | Metal Gear Solid V: Ground Zeroes    | Microsoft Windows, PlayStation 3, PlayStation 4, Xbox 360, Xbox One |
| 2014 | P.T.                                 | PlayStation 4                                                       |
| 2014 | Pro Evolution Soccer 2015            | Microsoft Windows, PlayStation 3, PlayStation 4, Xbox 360, Xbox One |
| 2015 | Metal Gear Solid V: The Phantom Pain | Microsoft Windows, PlayStation 3, PlayStation 4, Xbox 360, Xbox One |
| 2015 | Pro Evolution Soccer 2016            | Microsoft Windows, PlayStation 3, PlayStation 4, Xbox 360, Xbox One |
| 2016 | Pro Evolution Soccer 2017            | Microsoft Windows, PlayStation 3, PlayStation 4, Xbox 360, Xbox One |
| 2017 | Pro Evolution Soccer 2018            | Microsoft Windows, PlayStation 3, PlayStation 4, Xbox 360, Xbox One |
| 2018 | Metal Gear Survive                   | Microsoft Windows, PlayStation 4, Xbox One                          |
| 2018 | Pro Evolution Soccer 2019            | Microsoft Windows, PlayStation 4, Xbox One                          |
| 2019 | eFootball Pro Evolution Soccer 2020  | Microsoft Windows, PlayStation 4, Xbox One                          |
| 2020 | eFootball PES 2021 Season Update     | Microsoft Windows, PlayStation 4, Xbox One                          |